# Acmaeodera bowditchi
Acmaeodera bowditchi  (лат.) — вид жуков-златок рода Acmaeodera из подсемейства Polycestinae (Acmaeoderini). Распространён в Новом Свете. Кормовым растением имаго являются Quercus arizonica (Chamberlin 1926:13); Argemone sp., Baileya sp., Cowania mexicana, Fallugia paradoxa, Haplopappus spinulosus var. turbinellus, Opuntia sp., Sphaeralcea laxa, Vernonia marginata (Westcott, et al. 1979:171), а у личинок — неизвестны.
Вид был впервые описан в 1901 году биологом Генри Клинтоном Фоллом (Henry Clinton Fall).